# Липшани
Липшани — деревня в Локнянском районе Псковской области России. 
Входит в состав Самолуковской волости.
Расположена в 33 км к югу от райцентра Локня и в 7 км к юго-западу от волостного центра Башово.

## Население
| 2001 | 2002 | 2010 |
| ---- | ---- | ---- |
| 192  | ↗194 | ↘103 |

Численность населения деревни по оценке на начало 2001 года составляла 192 жителя.